# Oratoire Sant'Andrea al Celio
L'oratoire Sant'Andrea al Celio (Saint-André-à-Celio) est une chapelle située piazza san Gregorio à Rome, à proximité immédiate de l'église San Gregorio al Celio, dans le Rione de Celio. Construit dans sa forme actuelle dans les années 1602-1608, il est célèbre pour ses fresques peintes par Guido Reni et Le Dominiquin.

## Historique
Selon la tradition, le lieu serait à l'origine la maison paternelle de Grégoire Ier sur laquelle il aurait fondé un monastère dédié à saint André. Les lieux sont abandonnés à sa mort puis repris plus tard pour la construction de l'église San Gregorio. L'oratoire Saint-André est reconstruit à l'initiative du cardinal Cesare Baronio au début du XVIIe siècle. Il le fait reconstruire précisément où la tradition situe la première église de Saint-Grégoire, à l'emplacement de sa maison paternelle. Baronio fait appel pour cela à l'architecte Flaminio Ponzio qui unifie la façade de l'oratoire avec les deux autres situés de chaque côté, Santa Barbara et Santa Silvia. Les travaux sont poursuivis par le cardinal Scipion Borghese.

## Description

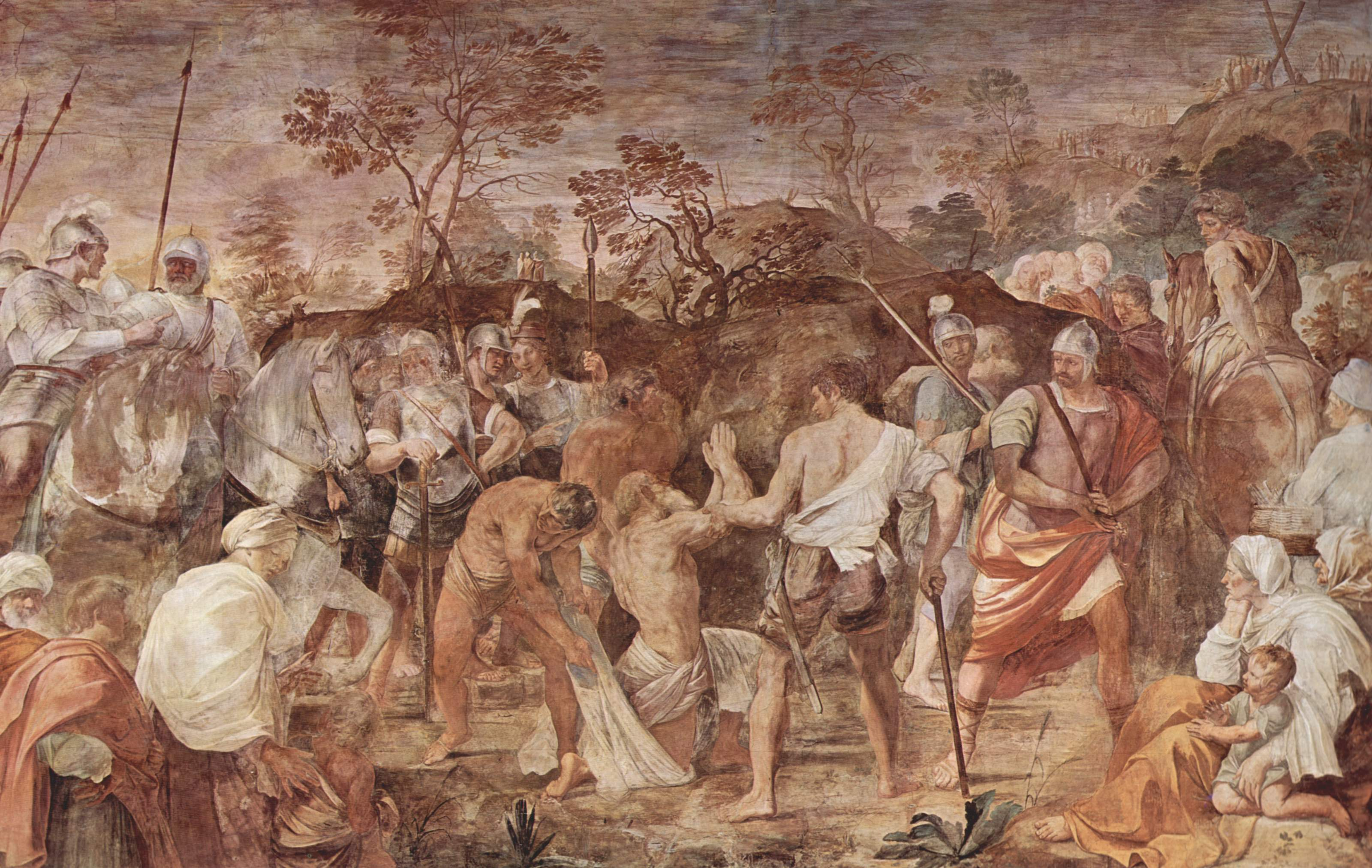
Le Martyre de saint André, Guido Reni.

L'entrée de l'oratoire forme un petit portique reliant les façades des deux autres oratoires. À l'intérieur, le bâtiment est fait d'une seule pièce rectangulaire sans abside, ornée d'un plafond à caissons décoré des armes des Borghese. Sur les murs latéraux, se trouvent deux grandes fresques sur le thème du Martyre de saint André, signées de Guido Reni et du Dominiquin. Au fond se trouve un retable de Pomarancio et des fresques de Giovanni Lanfranco se trouvent à l'entrée.
À gauche de l'entrée de l'oratoire Saint-André, se trouve le plus ancien oratoire dédié à sainte Barbe, lieu de l'ancien Triclinium de Grégoire le Grand, au centre duquel se trouve une grande table où selon la tradition, Grégoire et sa mère, sainte Sylvie, préparaient des repas pour les pauvres. Une statue de saint Grégoire signée de Nicolas Cordier se trouve au fond et il est décoré de fresques d'Antonio Viviani. Le dernier oratoire, dédié à la mère de Grégoire, possède une abside décorée d'une fresque de Guido Reni et d'une statue de Sylvie signée de Cordier.
À l'arrière du sanctuaire, se trouvent les vestiges de la bibliothèque du pape Agapit Ier.